# Damir Atiković
Damir Atiković (Zagreb, 17. veljače 1971.), hrvatski stolnotenisač.
Nastupio je na Olimpijskim igrama 1996. U natjecanju parova bio je plasiran od 17. do 24. mjesta.
Na Mediteranskim igrama 1997. je osvojio brončanu medalju u parovima.
Bio je član Industrogradnje i Večernjeg lista iz Zagreba.